# Satyrus staudingeri
Satyrus staudingeri är en fjärilsart som beskrevs av Bang-haas 1882. Satyrus staudingeri ingår i släktet Satyrus och familjen praktfjärilar. Inga underarter finns listade.